# Korado Korlević
Korado Korlević, hrvaški ljubiteljski astronom, * 1958, Poreč, Hrvaška.

## Delo
Korlević se je z astronomijo pričel ukvarjati že med študijem v Pulju. Diplomiral je na Pedagoški fakulteti na Reki na Hrvaškem. Deluje v Višnjanu v Istri na Observatoriju Višnjan. Je eden izmed najbolj uspešnih odkriteljev asteroidov. V času od 1996 do 2001 je odkril 947 asteroidov in je še soodkritelj pri 110 asteroidih. Sodeloval je tudi v mednarodni odpravi v Tungusko. S svojimi sodelavci gradi nov observatorij v Tičanu (3 km od Višnjana).
Iz Višnjana je odkril tudi tri komete, od katerih se dva imenujeta po njem:
- P/1999 DN3 (komet Korlević-Jurić) [1]
- P/1999 WJ7 (komet Korlević) [2]

Zaradi močnega svetlobnega onesnaženja v Istri je v letu 2001 moral prenehati s strokovnim delom. Od takrat Korlević deluje v Astronomskem društvu Višnjan, kjer se ukvarja s popularizacijo znanosti. Je tudi izdajatelj časopisa Nebeske krijesnice.
Njemu v čast so poimenovali asteroid 10201 Korado.